# Oofagia
Oofagia – odmiana kanibalizmu polegająca na zjadaniu jaj przez starsze rodzeństwo. Zjawisko to występuje u niektórych gatunków gadów, płazów, ryb i owadów.

## Przykłady oofagii w naturze
- Traszka zwyczajna
- Rekin wielkogębowy
- Hurtnica pospolita